# 锈毛掌叶
锈毛掌叶（学名：Euaraliopsis ferruginea），为五加科掌叶树属下的一个植物种。